# Love Song (chanson de Vanessa Paradis)
Pour les articles homonymes, voir Love Song.
Singles de Vanessa Paradis
La Seine (duo avec Matthieu Chédid) 
 (juin 2011) Les Espaces et les sentiments 
 (juin 2013)
Pistes de 'Love Songs'
L'au-delà C'est quoi
Love Song est le 30e single de Vanessa Paradis. Il est écrit et composé par Benjamin Biolay et Vanessa Paradis.
La chanson est lancée en radio le 4 mars 2013 et disponible en téléchargement légal. Il s'agit du premier extrait de l'album Love Songs.
La pochette du single est réalisée par les graphistes français M/M, collaborateurs habituels de la chanteuse Björk.

## Versions
Vanessa interprète ce titre lors du Love Songs Tour en 2013/2014.

## Ventes
Love Song atteint la place numéro 20 des meilleures ventes de singles en téléchargement légal. Il reste 27 semaines au sein du Top 50.
En Belgique, il se classe numéro 10 des meilleures ventes de singles.
Il s'écoule à 30 000 exemplaires.
Sur PopJustice (site anglais de référence en musique pop), Love Song se classe 32e des meilleurs singles de l'année 2013.

## Le clip
Réalisé par Dusan & Hilde et mis en télé le 26 avril 2013.

## Musiciens
- Guitares / Programmations / Basses : Benjamin Biolay
- Batterie / Percussions : Denis Benarrosh
- Guitares / Basses : Nicolas Fiszman
- chœurs : Rachel Pignot - Brice Baillon - Julie Rousseau - Guillaume Coignart
- Mixeur : Tchad Blake

## Prestations TV
- 15 mai 2013 - Le Grand Journal (Canal+) - en version live
- 17 mai 2013 - C à vous (France 5)  - en version live[3]